# Milotický tunel
Milotický tunel je železniční tunel č. 255 na katastrálním území Nové Heřminovy na úseku železniční trati Olomouc–Opava mezi stanicemi Bruntál a Milotice nad Opavou v km 70,272–70,522.

## Historie
Koncese na výstavbu místní železniční dráhy byla udělena 10. srpna 1867 olomouckému komitétu na stavbu tratě Olomouc – Moravský Beroun – Bruntál – Krnov – Hlubčice s odbočkami do Rýmařova, Vrbna pod Pradědem a Opavy a ke státní hranici směrem na Nysu. Po spojení s opavským sdružením byla vydána nová koncese 21. dubna 1870. V květnu téhož roku vznikla akciová společnost Moravsko-slezská ústřední dráha. Výstavbu železnice provedla firma bratří Kleinů za finanční podpory banky Union. V roce 1872 byla trať zprovozněna a v roce 1895 byla zestátněna. Na trati dlouhé 115 km bylo postaveno pět tunelů: Smilovský I a II, Jívovský, Domašovský a Milotický v celkové délce 744 m.

## Geologie
Oblast se nachází v geomorfologickém celku Nízký Jeseník. Z geologického hlediska se nachází v oblasti spodního karbonu (kulmu) Nízký Jeseník. Tunel se nachází ve výběžku kopce (kóta 563 m n. m.) tvořený břidlicemi, prachovci a droby.

## Popis
Jednokolejný tunel byl postaven ve směrovém oblouku mezi stanicemi Bruntál a Milotice nad Opavou. Tunel leží v nadmořské výšce 490 m a je dlouhý 249,41 m. Po ukončení druhé světové války byl neprůjezdný. Ustupující německá vojska zatarasila tunel dvěma sraženými lokomotivami s krytými vozy. Strop tunelu byl propadlý na třech místech a na odklízení pracovalo 90 dělníků. Zprovozněn byl až 1. srpna 1946.